# Gerry Francis
Pour les articles homonymes, voir Francis.
Gerald Charles James Francis est un footballeur anglais né le 6 décembre 1951 à Chiswick, Londres.

## Carrière
- 1968-1979 : Queens Park Rangers  Angleterre
- 1979-1981 : Crystal Palace  Angleterre
- 1981-1982 : Queens Park Rangers  Angleterre
- 1982-1983 : Coventry City  Angleterre
- 1983-1984 : Exeter City  Angleterre
- 1984-1984 : Cardiff City  Pays de Galles
- 1984-1984 : Swansea City  Pays de Galles
- 1984-1985 : Portsmouth  Angleterre
- 1985-1987 : Bristol Rovers  Angleterre

## Palmarès
- 12 sélections et 3 buts avec l'équipe d'Angleterre entre 1974 et 1976.